# Republikeinse Partij (Verenigde Staten)
De Republikeinse Partij (Engels: Republican Party) is een van de twee belangrijkste politieke partijen van de Verenigde Staten. De andere is de Democratische Partij. De Republikeinse Partij werd opgericht in 1854 en wordt, hoewel ze de jongere van de twee is, ook wel Grand Old Party (GOP) genoemd. De mascotte van de partij is traditioneel de olifant, die ook in het logo van de partij voorkomt.
De partij had in 2004 55 miljoen geregistreerde kiezers, ongeveer een derde van het electoraat. In de loop van de geschiedenis zijn er in totaal 19 Republikeinse presidenten geweest. 

## Geschiedenis
De Republikeinse Partij is op 20 maart 1854 opgericht in Ripon, Wisconsin. De voornaamste reden voor de oprichting was de geplande uitbreiding van de slavernij in andere staten van Amerika, waartegen de partij zich wilde verzetten. Na de Amerikaanse Burgeroorlog was de partij tientallen jaren lang vrijwel onafgebroken aan de macht. Ze vertegenwoordigde toen het industriële noordoosten van de VS, terwijl de conservatieve Democraten in het verslagen Zuiden de overhand hadden.
Vanaf de Amerikaanse Burgeroorlog waren de Republikeinen de progressieve partij in de Amerikaanse politiek. Voorbeelden hiervan zijn presidenten zoals Abraham Lincoln, die toentertijd de slavernij wilde afschaffen.

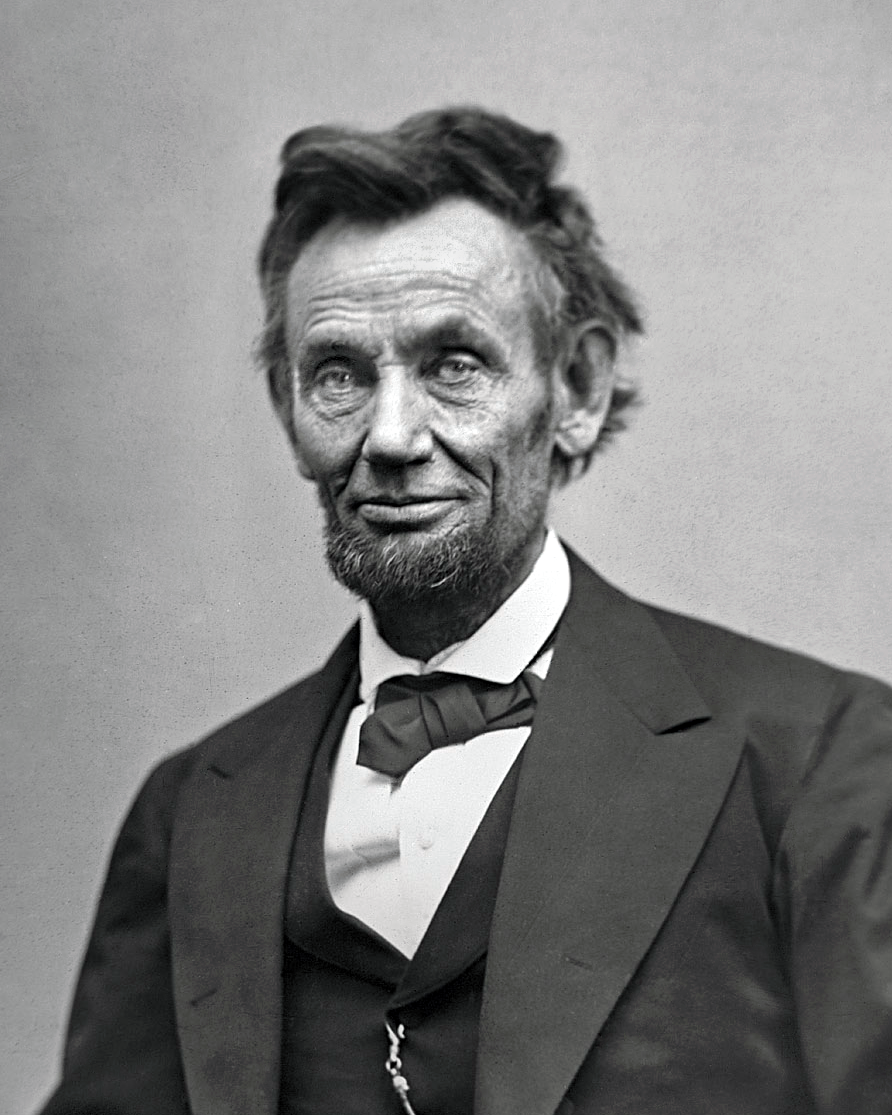
Abraham Lincoln, de eerste president van de Republikeinse Partij van 1861 tot 1865

Speerpunten van de partij voorafgaand aan de Tweede Wereldoorlog waren protectionisme (alhoewel sommigen ook proponenten waren van vrijhandel) en isolationisme. Ze verzette zich heftig tegen de Amerikaanse deelname aan de beide wereldoorlogen, en ze verhinderde een Amerikaans lidmaatschap van de Volkenbond. Ook stond ze welwillend tegenover de industriëlen van die tijd.
De Grote Depressie en het New Dealprogramma van de in 1932 verkozen Democraat Franklin Delano Roosevelt leidden tot een grotere rol en macht van de federale overheid. Dit veroorzaakte na de Tweede Wereldoorlog een splitsing in de Republikeinse Partij. De Old Right bestond vooral uit Republikeinen uit het Midwesten en het Noorden, die vasthielden aan de koers van de partij van voor de oorlog (en aanhangers waren van Robert Taft). De progressievere partijleden uit New England konden zich daarentegen meer en meer verenigen met de New Deal. Eisenhower (verkozen in 1953) was een vertegenwoordiger van deze laatste groep – later ook wel Rockefeller Republicans genoemd, naar de redelijk liberale gouverneur van New York en latere vice-president (onder Gerald Ford) Nelson Rockefeller. Eisenhower voerde een gematigde buitenlandse politiek, maar de Koude Oorlog drong zich snel op.
Rockefeller verloor in 1964 de Republikeinse presidentsnominatie aan de fiscaal-conservatieve Barry Goldwater, die de verkiezingen verloor van de Democraat Lyndon B. Johnson. Goldwater was ook voor een agressievere buitenlandpolitiek en was een onmiskenbaar anticommunist, die kon rekenen op veel grassroots support. Alhoewel Goldwater met grote afstand verloor in de presidentsverkiezingen, waren het zijn standpunten die daarna de Republikeinse Partij zouden domineren. De partij brak met de New England Rockefellers en verkreeg meer aanhang bij conservatieve (blanke) zuiderlingen, de New Right, die gemobiliseerd werden door diezelfde grassrootsbeweging.

### Periode Ronald Reagan
In 1980 werd Ronald Reagan gekozen tot de nieuwe president van de Verenigde Staten, vanwege de onvrede met het beleid van de Democraten onder Jimmy Carter. In 1984 werd Ronald Reagan met een overweldigende meerderheid herkozen als president. Hij kreeg 525 van de 538 kiesmannen, en liet de Democraat Walter Mondale ver achter zich.
Volgens politieke analisten waren er veel "Reagan Democrats", een term die zij gebruikten voor de Amerikanen die normaal op de Democratische Partij zouden stemmen, maar nu op Reagan stemden. Zij stemden op Reagan vanwege zijn sociaal-conservatieve beleid, zoals zijn ideeën over abortus, en zijn felle buitenlandse beleid. In 1992 en 1996 stemden zij niet meer op de Republikeinen, waardoor deze term langzamerhand verdween.
Als president wilde Reagan het defensieve ruimteschild SDI laten ontwikkelen. Het idee dat de VS zich niet konden verdedigen tegen een nucleaire aanval, beviel hem niet en hij riep wetenschap en industrie op een methode te ontwikkelen die het mogelijk zou maken een aanval af te slaan. Een bekende uitspraak van Reagan in dit kader was: Let's defend the American people, not avenge them. Het plan was een belangrijke factor in zijn onderhandelingen over wederzijdse nucleaire ontwapening met de toenmalige Sovjetleider Michail Gorbatsjov, in Reykjavik (IJsland) (1986). De Russen realiseerden zich dat zij deze uitdaging niet konden beantwoorden. Het ontbrak de Sovjet-Unie aan geld en aan technische mogelijkheden deze wapenwedloop te beantwoorden.
Verder financierden de VS onder Reagans bewind de moedjahedien die in de Afghaanse Oorlog tegen de Sovjet-Unie vochten, de Contra's in Nicaragua, Jonas Savimbi's rebellen in Angola en Saddam Hoessein, wiens Irak in oorlog was met Iran.

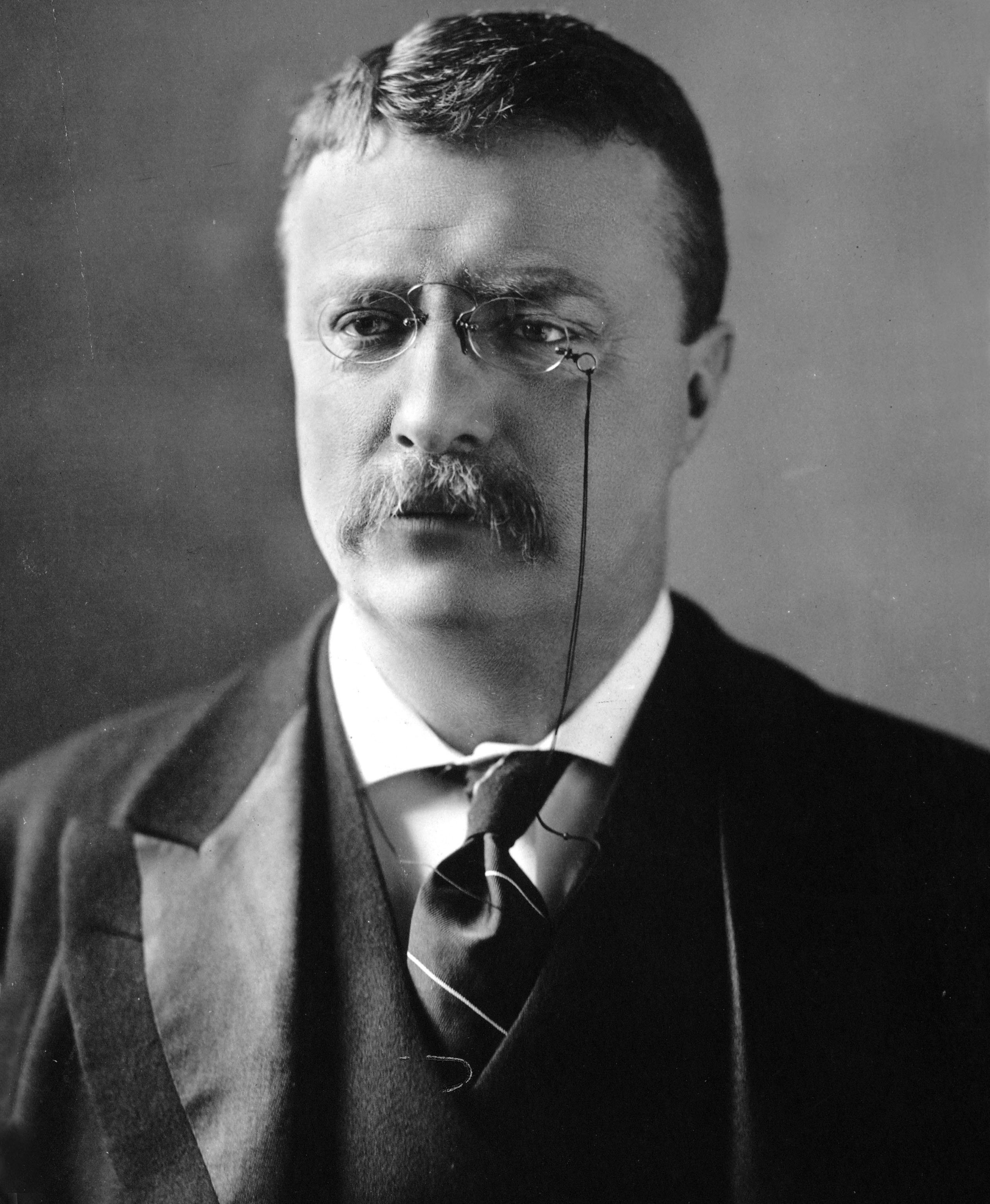
Theodore Roosevelt, president van 1901 tot 1909

Reagan probeerde de Amerikaanse economie uit het slop te trekken door een economisch beleid dat wel Reaganomics wordt genoemd, supply side economics of aanbodeconomie, en door zijn latere opvolger en partijgenoot George H.W. Bush voodoo economics. Daarbij wordt de economie gestimuleerd door belastingverlagingen. Die gaan daarbij niet naar de burgers (=vragers naar producten), maar naar de rijken (potentiële investeerders) en bedrijven (=aanbieders van producten). Dat zou hen tot investeren moeten aanzetten waardoor er meer werkgelegenheid zou worden gecreëerd en er tegelijkertijd hogere omzetten en winsten zouden worden behaald. Door de grotere werkgelegenheid onder de burgers en de hogere winsten van de bedrijven zou er meer belasting binnenkomen, waardoor de belastingverlaging zichzelf zou terugverdienen. Behalve naar belastingverlaging werd er ook gestreefd naar lage inflatie (en daardoor een lage rentestand; gunstig voor investeerders) en het terugdringen van de wet- en regelgeving voor het bedrijfsleven. Al die maatregelen leidden tijdelijk wel tot een stijging van de vraag van de consument, maar dat was niet voldoende om de lagere belastinginkomsten te compenseren. Dit in combinatie met de grote stijging van de defensie-uitgaven leidde aan het einde van Reagans regeerperiode tot een sterk toegenomen begrotingstekort en staatsschuld.

### Meerderheid in de Senaat en in het Huis in 1994
Na de presidentsverkiezingen van 1992, die gewonnen werden door de Democraat Bill Clinton, wonnen de Republikeinen bij de parlementsverkiezingen van 1994. Ze kregen 230 van de totale 435 zetels in handen, met de 204 zetels van de Democraten ver achter zich. Deze overwinning wordt ook wel de Republikeinse Revolutie, vanwege de grote overwinning van de partij. Het was voor het eerst sinds 1952 dat de partij de meerderheid had in de Senaat én in het Huis.
Na de verkiezingen van 1994 verschoof de aandacht vooral naar het "Contract with America" ("Contract met Amerika") gepropageerd door "Speaker of the House" Newt Gingrich. Het in meerderheid Republikeinse Congres vocht met Clinton over de begroting. Clinton werd tijdens de verkiezingen van 1996 met een ruime marge herkozen ten koste van de Republikeinse kandidaat Bob Dole. De Republikeinen hielden hun meerderheid in het Congres, maar verloren wel enkele zetels.

### George W. Bush 2001-2008
Met de overwinning van George W. Bush in de Amerikaanse presidentsverkiezingen in 2000 op de Democraat Al Gore heeft de Republikeinse Partij de macht van zowel het presidentschap, als over de Senaat en het Huis van Afgevaardigden. De laatste keer dat dat was voorgekomen, was in 1952. De partij verloor echter haar meerderheid in juni 2001, toen de senator Jim Jeffords van Vermont de partij verliet, en verderging als onafhankelijk senator. Bij de presidentsverkiezingen van 2000 kreeg Gore met een zeer krappe meerderheid wel de meeste stemmen, maar vanwege het Amerikaanse kiesstelsel kon Bush toch meer kiesmannen achter zich krijgen. Bush Jnr werd daarmee de eerste president sinds 1888 (Benjamin Harrison Rep.) zonder een meerderheid van het electoraat achter zich.
Na de terreuraanslagen van 11 september 2001 kreeg Bush veel politieke steun, toen hij de strijd tegen terrorisme verklaarde, die leidde tot de inval in Afghanistan, het aannemen van de USA PATRIOT Act. Bovendien viel een door Amerika geleide coalitie in maart 2003 Irak binnen, na vele diplomatieke schermutselingen in de Veiligheidsraad der Verenigde Naties om een extra resolutie voor een uitdrukkelijke toestemming te krijgen, wat niet lukte. Bush had wel bijna de volledige steun van zijn partij in het Congres, en ook de steun van vele Democratische leiders.

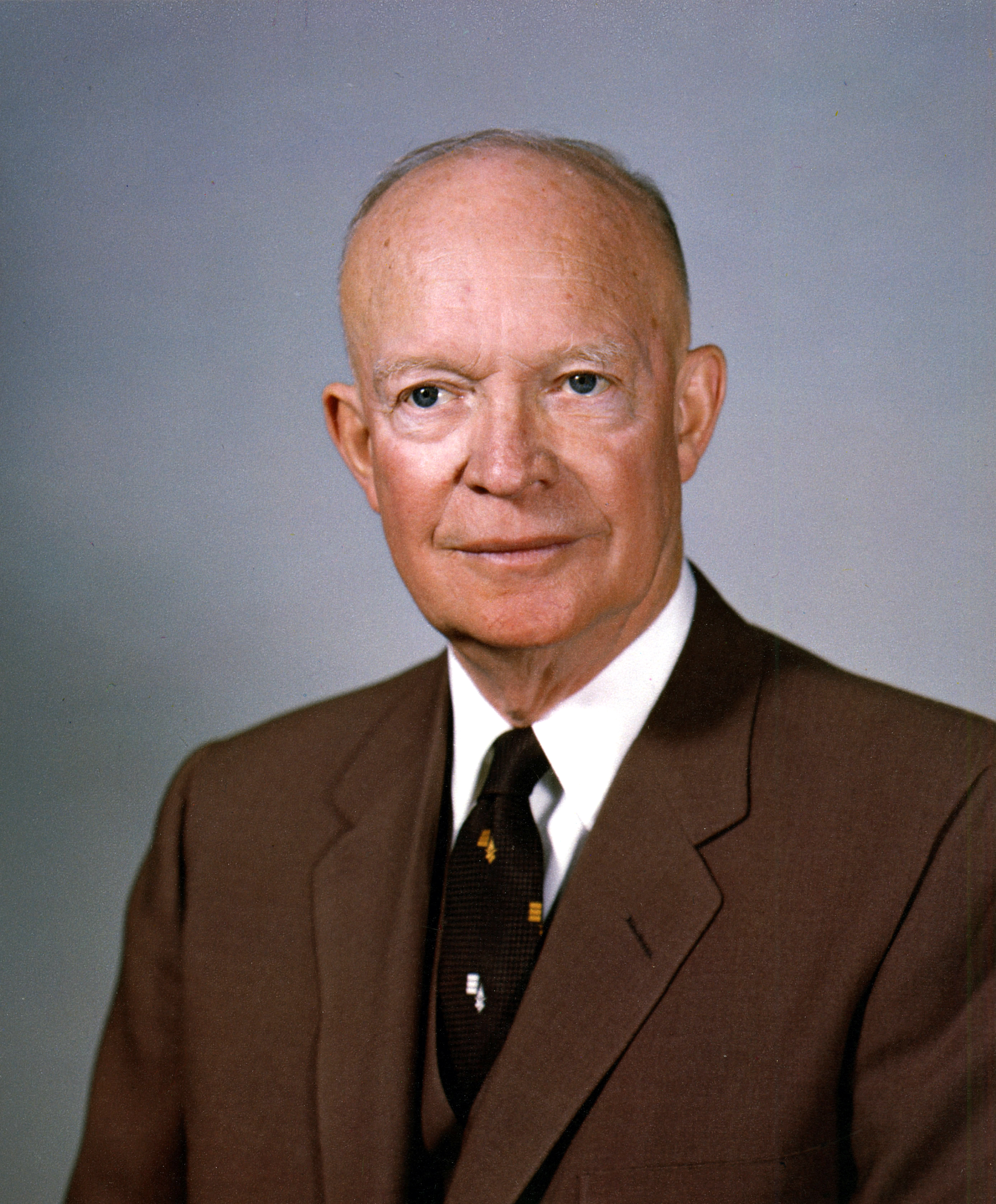
Dwight D. Eisenhower, president van 1953 tot 1961

Bij de tussentijdse verkiezingen van 2002 had de Republikeinse Partij het goed gedaan, waardoor die haar meerderheid in het Huis behield, en de meerderheid in de Senaat weer verkreeg. De inval in Irak stond daarmee al vrijwel vast. Dit was trouwens de eerste keer sinds 1934 (FDR Dem.) dat een partij die de president levert, meer stemmen wint bij tussentijdse verkiezingen.
Op 2 november 2004 werd Bush herkozen als president. De Republikeinen wonnen weer extra zetels in het Huis en in de Senaat. Bush won de verkiezingen met 286 kiesmannen achter zich, en zijn tegenstander John Kerry kreeg 251 kiesmannen achter zich. Bush kreeg 62 miljoen stemmen, en Kerry kreeg 59 miljoen stemmen.
In zijn tweede termijn ging Bush vele prominente conservatieven op hoge posities plaatsen. Zo werd Condoleezza Rice de nieuwe minister van Buitenlandse Zaken, Alberto Gonzales werd de nieuwe minister van Justitie, John Roberts werd de nieuwe Opperrechter en werd Ben Bernanke de nieuwe voorzitter van de Federal Reserve. Hij kon geen goedkeuring krijgen voor de benoeming van Harriet Miers als rechter in het Hooggerechtshof; Samuel Alito kreeg later wel genoeg steun in de Senaat en werd dus benoemd tot nieuwe rechter. Bush verdedigde zijn Irakbeleid in 2006 onverkort, ondanks de tegenvallende resultaten, met het argument dat de coalitietroepen aan de winnende hand zouden zijn in Irak.
In september 2005 werd de Amerikaanse stad New Orleans getroffen door de zware orkaan Katrina. De reactie van de regering-Bush was volgens het Amerikaanse volk veel te langzaam, waardoor het hoofd van de Federal Emergency Management Agency later het veld moest ruimen.
In november 2005 werd de burgemeester van New York Michael Bloomberg (Rep. 2001-08) herkozen, waarmee het burgemeesterschap van New York voor de vierde keer op rij bezet werd door een Republikein, terwijl New York traditioneel een Democratisch bolwerk is. In Californië leed gouverneur Arnold Schwarzenegger een nederlaag in een referendum, over een voorstel dat hem in staat had moeten stellen wetten die de Democraten in het parlement van Californië geblokkeerd hadden, door te drukken.

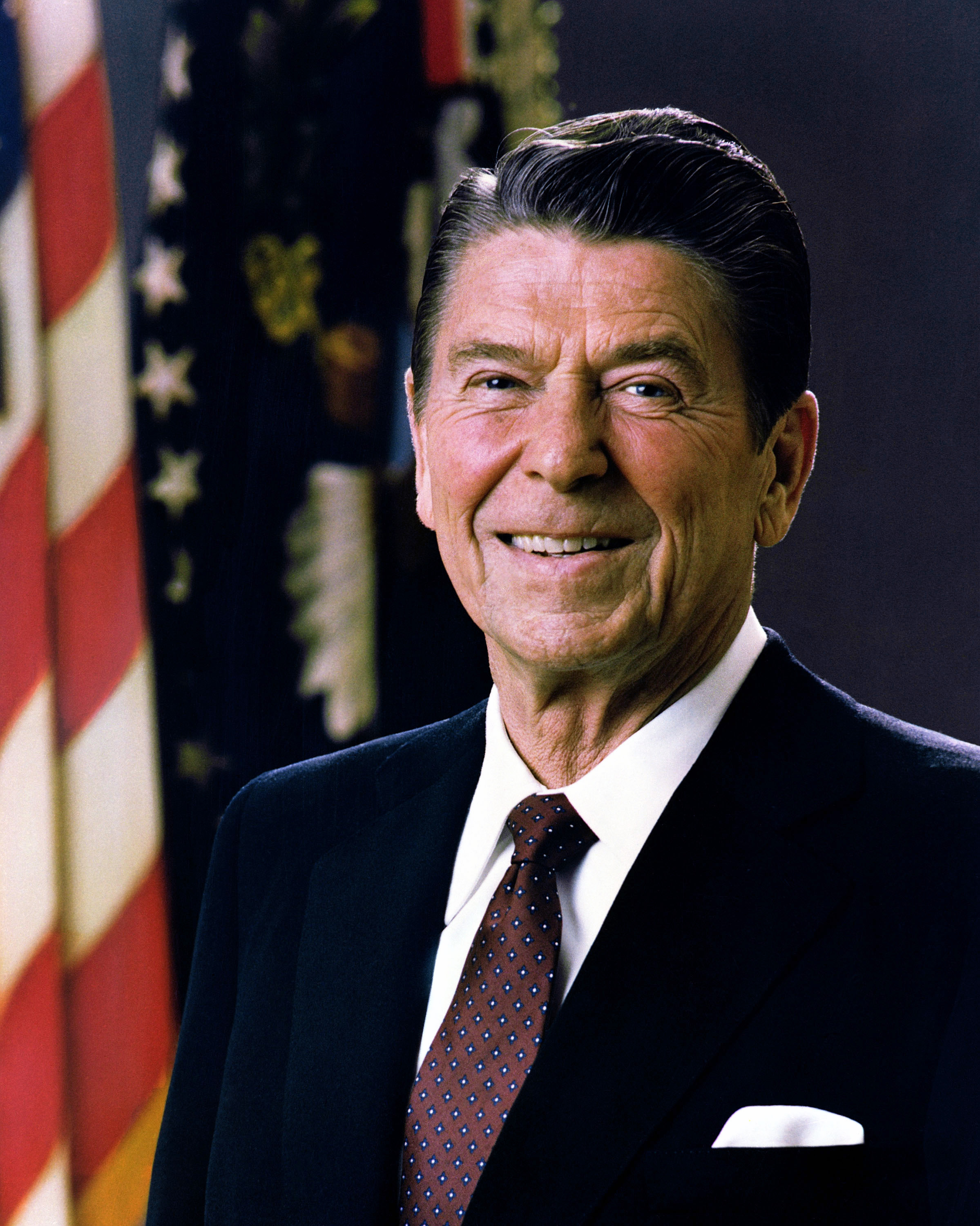
Ronald Reagan, president van 1981 tot 1989

De partij werd in 2006 ook getroffen door verschillende schandalen waarin Republikeinse politici een rol speelden. Zo werden Tom DeLay, Duke Cunningham, Mark Foley, en Bob Ney betrokken bij verschillende schandalen, die door de Democraten werden opgeblazen. Bij de parlementsverkiezingen van 2006 verloor de partij haar meerderheid in zowel het Huis als in de Senaat. Het verlies werd mede veroorzaakt door de lage populariteit van president Bush, de onvrede over de oorlog in Irak en de vele schandalen.
De Republikeinen kozen na de verkiezingen John Boehner als de nieuwe fractieleider in het Huis van Afgevaardigden. In de Senaat werd de senator uit Kentucky Mitch McConnell gekozen als de nieuwe fractieleider. In januari 2007 kwam de nieuwe Senaat resp. het nieuwe Congress of Delegates bijeen.

### Donald Trump (2016-2020)

Verkiezingscampagne-logo van Trump en Mike Pence

Op 4 november 2008 verloor de Republikeinse presidentskandidaat John McCain de strijd om het Witte Huis van de Democratische presidentskandidaat Barack Obama, die daarmee tot 2017 de opvolger werd van George W. Bush als president van de Verenigde Staten.
Op 16 juni 2015 kondigde Donald J. Trump zijn kandidatuur voor de presidentsverkiezingen van 2016 als Republikein officieel aan vanuit zijn hoofdkantoor in de Trump Tower in New York. Tijdens de start van zijn campagne speelde hij Rockin' in the free world af, tegen de zin van de singer-songwriter hiervan, Neil Young. Hij opende met de slogan "We are going to make our country great again." Op 21 juli 2016 werd Trump officieel de presidentskandidaat van de Republikeinse partij. Vanaf eind juli 2015 stond hij bovenaan in de peilingen voor de Republikeinse nominatie. Kort voor de verkiezingen lag Hillary Clinton nog voor in de meeste peilingen. Op 8 november 2016 won Trump echter, tegen alle verwachtingen in, onder meer in de belangrijke staten Florida, Ohio, Pennsylvania en North Carolina. Hiermee behaalde hij de overwinning en werd hij president-elect van de Verenigde Staten. Op 6 januari 2017 werd hij bevestigd als president door het Amerikaans Congres. Op 20 januari werd hij beëdigd als de 45ste president van de Verenigde Staten.

## Stromingen in de partij
De hedendaagse Republikeinse Partij is geen homogene ideologische eenheid maar bestaat uit diverse facties. De conservatieve facties hebben thans de overhand, hoewel er ook groepen liberale Republikeinen zijn. In het verleden was het juist omgekeerd: in de negentiende en het begin van de twintigste eeuw was de Republikeinse Partij juist progressief en had haar meeste aanhang in de geïndustrialiseerde noordelijke staten, terwijl de Democratische Partij haar aanhangers vond onder de inwoners van de zuidelijke staten.
Hoewel hedendaagse leden van het zogenaamde Old Right, de 'paleo-conservatieven', veelal gebroken hebben met de Republikeinen, is hun aanhang binnen de Republikeinse gelederen nog steeds aanzienlijk. Het Amerikaans neo-conservatisme is intellectueel verwant aan de New Right, maar hecht meer waarde aan de welvaartsstaat – het neo-conservatisme was dan ook meer een tegenbeweging bestaande uit sociaaldemocraten, die ontevreden waren met de 'nihilistische' New Left. De Rockefeller Republicans worden nu benoemd als moderate Republicans, om zich te onderscheiden van hun liberale tegenhangers binnen de Democratische Partij.

### Conservatieven

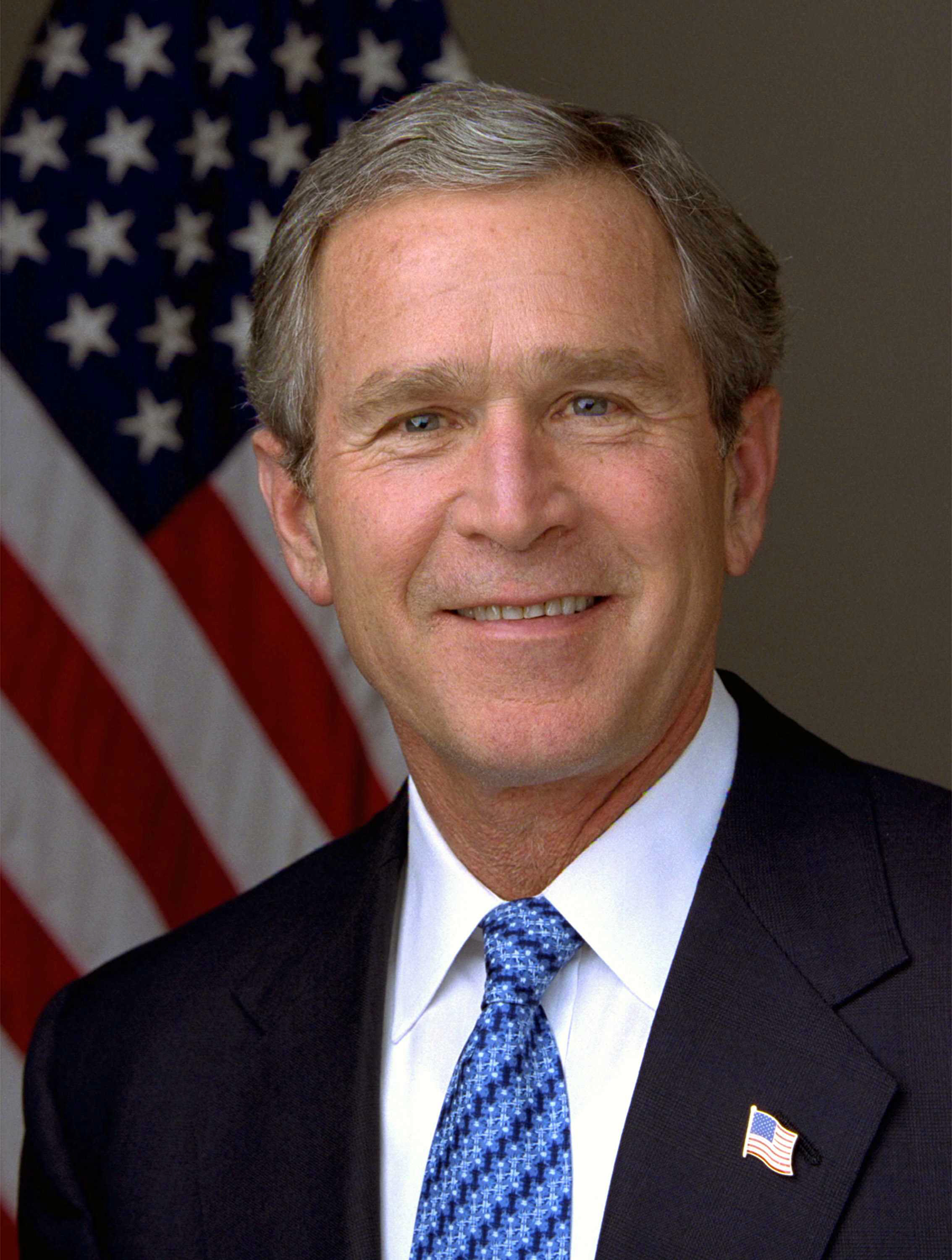
George W. Bush, president van 2001 tot 2009

- Religious right (religieus rechts): Een dominante factie binnen de Republikeinse Partij die veel aanhangers telt onder belijdende christenen van orthodoxe en behoudende signatuur. Vroeger behoorden er vooral evangelicale en orthodox-protestantse christenen tot de factie van Religious Right, maar tegenwoordig treffen we er ook rooms-katholieken en aanhangers ("Mormonen") van de Kerk van Jezus Christus van de Heiligen van de Laatste Dagen[8] aan. Voorheen waren rooms-katholieken vooral actief binnen de Democratische Partij,[9][10] maar omdat de voorstanders van abortus binnen de Democratische Partij thans de overhand hebben, is een aantal rooms-katholieken naar de Republikeinse Partij overgegaan.[11] Religious Right is tegen abortus, het homohuwelijk en embryonaal stamcelonderzoek. In sommige staten pogen aanhangers (soms succesvol) onderwijs over de evolutieleer tegen te houden en te vervangen door onderwijs gebaseerd op een zeer letterlijke interpretatie van de Bijbel. George W. Bush wordt veelal met Religious Right geassocieerd, omdat hij in zijn campagne de nadruk legde op zijn persoonlijke bekering. Tijdens zijn regering was het Amerikaanse hulporganisaties in de derde wereld verboden om direct of indirect family planning en abortus te steunen. Ook probeerde hij tevergeefs een verbod op het homohuwelijk in de federale wetgeving te verankeren. Maar in wezen is hij veeleer een sociaalconservatief. Ook zijn Rick Santorum en Mike Huckabee belangrijke voortrekkers van deze stroming.
- Social Conservatives (sociaalconservatieven): Is de belangrijkste factie binnen de Republikeinse Partij. De sociaalconservatieven zien het als taak de publieke moraal te verbeteren en geloven in een traditionele rolverdeling. Daarnaast zijn ze groot voorstander van een sterk leger en tegen gecontroleerd wapenbezit. De sociaalconservatieven geloven in het strikt naleven van de wet en zijn tegen drugsgebruik en -bezit. Hierin staan ze tegenover de Libertarian Conservatives. President George W. Bush is de belangrijkste vertegenwoordiger van de sociaalconservatieven. Ook Ronald Reagan hoorde, Jack Kemp en Sarah Palin horen bij de sociaalconservatieven.
- Fiscal Conservatives (fiscaalconservatieven): Zijn tegenstanders van hoge overheidsuitgaven en hoge belastingen, voorstanders van het aflossen van de staatsschuld en een vrije markt. Veel Fiscal Conservatives (Barry Goldwater, 1998†) komen uit het geïndustrialiseerde noordoosten van Amerika en zijn actief in het bedrijfsleven. Op ethisch gebied zijn zij verwant aan de sociaalconservatieven. Een belangrijke vertegenwoordiger van deze stroming is de vroegere Speaker van het Huis en running mate van presidentskandidaat Mitt Romney in 2012, Paul Ryan.
- Paleoconservatives (paleo-conservatieven): Een kleine, niet zo invloedrijke factie. Veel van de paleo-conservatieven zijn voorstander van isolationisme en willen dat Amerika zich zo min mogelijk bezighoudt met het buitenland. Op ethisch vlak zijn zij sociaalconservatief. Donald Trump kan gezien worden als een belangrijke vertegenwoordiger van deze factie.
- Neoconservatives (neo-conservatieven): Zijn juist voorstander van een actieve buitenlandse politiek en groot voorstander van de oorlog in Irak. Van de Verenigde Naties moeten zij niets weten. Paul Wolfowitz, een voormalig Democraat, wordt meestal tot deze groep gerekend. De neo-conservatieven binnen de Republikeinse partij waren in hun jongere jaren sociaaldemocraten van rechtse signatuur. Ex-vicepresident Dick Cheney behoort ook tot de neo-conservatieven.
- Libertarian Conservatives (libertaire/libertarisch conservatieven): Een kleine maar toch relatief invloedrijke fractie binnen de Republikeinse Partij. De Libertarian Conservatives zijn tegen de in hun ogen te grote overheidsinvloed, voorstander van een strikte scheiding van Kerk en staat en ongecontroleerd wapenbezit. Drugsbezit en -gebruik, dat door de meeste Republikeinse facties wordt afgewezen, wordt door de Libertarian Conservatives beschouwd als een privé-aangelegenheid en zodoende niet afgewezen. Verder is deze stroming tegenstander van een al te nadrukkelijke rol van de VS in de wereldpolitiek. Ron Paul is het boegbeeld van de huidige generatie Libertarians.
- Federalists (federalisten): Meestal States' Right Republicans genoemd. Zij zijn voorstander van een kleine federale overheid en voorstander van de rechten van de Staten. Erg invloedrijk zijn de federalisten niet, maar zij zijn wel de meest oorspronkelijke Republikeinen.

### Gematigden en liberalen

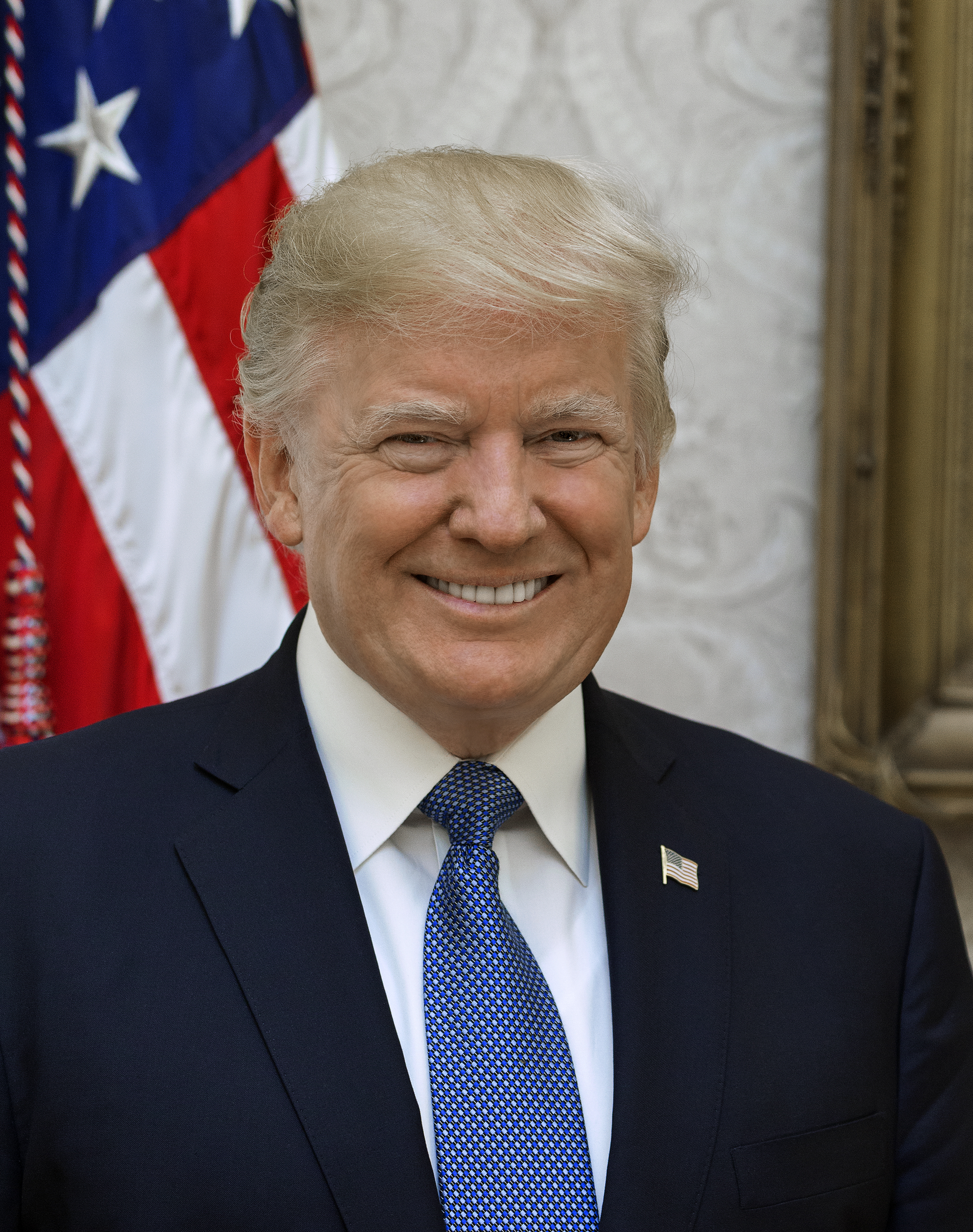
Donald Trump, president van 2017 tot 2021 en van 2025 tot 2029

- Moderates (gematigden): De Moderates willen een hervorming van de verzorgingsstaat, rechten voor homoseksuelen, minder strenge aanpak van illegale immigranten, gecontroleerd wapenbezit, overheidsgeld voor het onderwijs en zijn voor abortus. De vroegere New Yorkse burgemeester en presidentskandidaat, Rudy Giuliani, behoort tot de Moderates. De Moderates zijn actief in het noordoosten (New York e.d.) en in gebieden waar de Democraten traditioneel domineren. Naast Giuliani wordt ook de voormalige gouverneur van Californië, Arnold Schwarzenegger tot de Moderates gerekend
- Liberal Republicans (liberale republikeinen): Vroeger werden zij Rockefeller Republicans (Rockefeller-republikeinen) genoemd, naar de latere vice-president Nelson Rockefeller. De Liberals zijn voorstander van een sociaal beleid en steunen grote overheidsprojecten (met name in de jaren dertig tijdens de New Deal). Ethisch zijn zij echter conservatief. Richard Nixon en Thomas E. Dewey (1971†) behoorden, Michael Bloomberg behoort (2001-2008), tot de Liberal Republicans.

## Partijleiders

### Partijleiders in het Huis van Afgevaardigden
- Frederick Gillett: 19 mei 1919 – 4 maart 1925
- Nicholas Longworth: 7 december 1925 – 4 maart 1931
- Bertrand Snell: 4 maart 1931 – 3 januari 1939
- Joseph Martin: 3 januari 1939 – 3 januari 1959
- Charles Halleck: 3 januari 1959 – 3 januari 1965
- Gerald Ford: 3 januari 1965 – 3 december 1973
- John Jacob Rhodes: 3 december 1973 – 3 januari 1981
- Bob Michel: 3 januari 1981 – 3 januari 1995
- Newt Gingrich: 3 januari 1995 – 3 januari 1999
- Dennis Hastert: 3 januari 1999 – 3 januari 2007
- John Boehner: 3 januari 2007 – 29 oktober 2015
- Paul Ryan: 29 oktober 2015  – 3 januari 2019
- Kevin McCarthy: 3 januari 2019 – 3 oktober 2023
- Mike Johnson: 25 oktober 2023 – heden

### Partijleiders in de Senaat
In de Senaat dient de partijleider altijd ook als fractieleider. Indien de Republikeinse Partij de meeste zetels in de Senaat heeft, wordt de langstzittende Senator benoemd als President pro tempore van de Senaat.
- Robert Taft: 3 januari 1953 – 31 juli 1953
- William Knowland: 3 augustus 1953 – 3 januari 1959
- Everett Dirksen: 3 januari 1959 – 7 september 1969
- Hugh Scott: 23 september 1969 – 3 januari 1977
- Howard Baker: 3 januari 1977 – 1 november 1979
- Ted Stevens: 1 november 1979 – 5 maart 1980
- Howard Baker: 5 maart 1980 – 3 januari 1985
- Bob Dole: 3 januari 1985 – 12 juni 1996
- Trent Lott: 12 juni 1996 – 3 januari 2003
- Bill Frist: 3 januari 2003 – 3 januari 2007
- Mitch McConnell: 3 januari 2007 – 3 januari 2025
- John Thune: 3 januari 2025 – heden

## Republikeinse presidenten
1. Abraham Lincoln (1861–1865)
2. Ulysses S. Grant (1869–1877)
3. Rutherford Hayes (1877–1881)
4. James Garfield (1881)
5. Chester Arthur (1881–1885)
6. Benjamin Harrison (1889–1893)
7. William McKinley (1897–1901)
8. Theodore Roosevelt (1901–1909)
9. William Howard Taft (1909–1913)
10. Warren Harding (1921–1923)
11. Calvin Coolidge (1923–1929)
12. Herbert Hoover (1929–1933)
13. Dwight D. Eisenhower (1953–1961)
14. Richard Nixon (1969–1974)
15. Gerald Ford (1974–1977)
16. Ronald Reagan (1981–1989)
17. George H.W. Bush (1989–1993)
18. George W. Bush (2001–2009)
19. Donald Trump (2017–2021)
20. Donald Trump (2025–2029)